# Premio per il paesaggio del Consiglio d'Europa
Il Premio per il paesaggio del Consiglio d'Europa è previsto dall'art. 11 della Convenzione europea del paesaggio e viene conferito ad enti regionali o locali o loro consorzi, che abbiano attuato politiche di tutela, gestione, pianificazione dei loro paesaggi e che dimostrano un'efficacia durevole e che possano essere presi a modello ed esempio dagli altri enti locali e regionali aderenti alla Convenzione.
Il Premio ha cadenza biennale, ogni stato firmatario seleziona in ambito nazionale un progetto da presentare come candidatura del proprio Paese che viene inviata al Segretariato generale del Consiglio d'Europa. Il Premio viene assegnato dal Comitato dei Ministri, in base alle proposte di una Giuria e del Comitato direttivo del Consiglio d'Europa.

## Vincitori del Premio del paesaggio del Consiglio d'Europa[1]
| Anno | Edizione |           | Ente vincitore | Progetto                                                                                       |
| ---- | -------- | --------- | --- | ---------------------------------------------------------------------------------------------- |
| 2009 | 1        | vincitore | Lille Métropole, Francia. | Parc de la Deûle                                                                               |
| 2011 | 2        | vincitore | Comune di Carbonia, Italia. | The Carbonia project: the landscape machine                                                    |
| 2013 | 3        | vincitore | Associazione dei parchi paesaggistici della Bassa Slesia, Polonia                                                                                               | Preservare i valori ecologici nel paesaggio della valle del fiume Szprotawa                    |
| 2015 | 4        | vincitore | Enti di governo locale, Associazione Greenways Methodological e Associazione Sentiero della Cortina di Ferro, Ungheria e comunità della Regione Hetés, Slovenia | Cooperazione senza frontiere di comunità locali per il paesaggio culturale di "Fabulous Hetés" |
| 2017 | 5        | vincitore | Comune di Daugavpils, Lettonia | Rigenerazione della Fortezza di Daugavpils per la tutela di beni storici e culturali           |
| 2019 | 6        | vincitore | Repubblica e Cantone di Ginevra, Svizzera | Rinaturalizzazione del fiume Aire                                                              |
| 2021 | 7        | vincitore | Fondazione della Misericordia Maggiore di Bergamo, Italia | Biodiversità negli spazi urbani. Bergamo e la Valle d'Astino                                   |